# Росін
Росін (пол. Rosin, нім. Rissen) — село в Польщі, у гміні Свебодзін Свебодзінського повіту Любуського воєводства.
Населення — 245 осіб (2011).
У 1975-1998 роках село належало до Зеленогурського воєводства.

## Демографія
Демографічна структура станом на 31 березня 2011 року:
|          | Загалом | Допрацездатний вік | Працездатний вік | Постпрацездатний вік |
| -------- | ------- | ------------------ | ---------------- | -------------------- |
| Чоловіки | 111     | 17                 | 91               | 3                    |
| Жінки    | 134     | 25                 | 75               | 34                   |
| Разом    | 245     | 42                 | 166              | 37                   |